# Konstanze Musketa
Konstanze Musketa (* 14. September 1956 in Halle (Saale)) ist eine deutsche Musikwissenschaftlerin. Sie ist Leiterin der Bibliothek der Stiftung Händel-Haus.

## Leben
Konstanze Musketa studierte nach dem Abitur 1975 Musikwissenschaft an der Martin-Luther-Universität Halle-Wittenberg. Ihre Diplomarbeit schrieb sie 1980 über die Die Musikhandschriften Johann Friedrich Faschs im Fachbereich Musikwissenschaft der Martin-Luther-Universität Halle. 1988 erfolgte die Promotion A zur Dr. phil. mit einer Arbeit über Die Duetti und Terzetti da camera von Georg Friedrich Händel.
1980 wurde sie Mitarbeiterin des Händel-Hauses im Bereich Bibliothek und Dokumentation. Dort leitet sie derzeit die Abteilung Bibliothek, Archiv und Forschung sowie den Studienkurs. Sie konzipierte für das Händel-Haus Ausstellungen und verantwortete die dazugehörigen Museumsführer (1998, 2009 und 2012). Außerdem erarbeitete sie den Sammlungskatalog Briefe aus dem Teilnachlass Friedrich Chrysander (2001).
Ihre Forschungsschwerpunkte sind Georg Friedrich Händel, Carl Friedrich Christian Fasch und Johann Friedrich Fasch sowie die hallesche Musikgeschichte. Mehrere musikwissenschaftliche Publikationen entstanden für die Internationale Fasch-Gesellschaft, deren Präsidentin sie von 1995 bis 2008 war. Seit 1999 ist sie Präsidiumsmitglied der Georg-Friedrich-Händel-Gesellschaft. Sie ist Herausgeberin von Händels Kammerduetten und -terzetten in der Hallischen Händel-Ausgabe.

## Schriften (Auswahl)
- Der Stadtsingechor als ein „Annexum“ der Franckeschen Stiftungen zu Halle. Ein Beitrag zur Geschichte des Chores in der Zeit von 1808 bis 1946, dargestellt an Dokumenten aus dem Archiv der Franckeschen Stiftungen (= Schriften des Händelhauses in Halle. Bd. 7). Händel-Haus, Halle an der Saale 1991, ISBN 3-910019-04-8.
- Mit Klaus Hortschansky (Hrsg.): Georg Friedrich Händel – ein Lebensinhalt. Gedenkschrift für Bernd Baselt (1934–1993). Bärenreiter-Verlag, Kassel 1995, ISBN 3-7618-1261-2.
- (Hg.): Was dieser Geldmangel uns vor täglich Kummer machet. Briefe, Johann Friedrich Fasch betreffend, aus dem St. Bartholomäi-Stift zu Zerbst (1752 bis 1757) (= Schriftenreihe zur Mitteldeutschen Musikgeschichte. Serie I: Quellenschriften. Bd. 3). Ziethen, Oschersleben 1997, ISBN 978-3-932090-13-4.
- Musikgeschichte der Stadt Halle. Führer durch die Ausstellung des Händel-Hauses. Händel-Haus, Halle an der Saale 1998, ISBN 978-3-910019-13-3.
- Mit Christiane Barth: Händel, der Europäer. Führer durch die Ausstellung im Händel-Haus. Händel-Haus, Halle (Saale) 2009, ISBN 978-3-910019-25-6.
- Mit Christiane Barth: Musikstadt Halle. Führer durch die Ausstellung im Wilhelm-Friedemann-Bach-Haus Halle. Stiftung Händel-Haus, Halle 2012, ISBN 978-3-943095-01-2.